# Kaktusova Priloha Život v Přírodě Vychaizi v Praze. Strana
Kaktusova Priloha Život v Přírodě Vychaizi v Praze. Strana (abreviado Život v Přír.) es una revista científica con ilustraciones y descripciones botánicas que fue publicada en Praga en 1925.
La publicación no se ha visto, se necesitan más detalles. Este título está basado en una reedición del vol. 29, no. 36-37, titulado Kaktusy un Succulenty, de la Botanical Libraries of the Harvard University Herbaria.